# توزیع فضایی

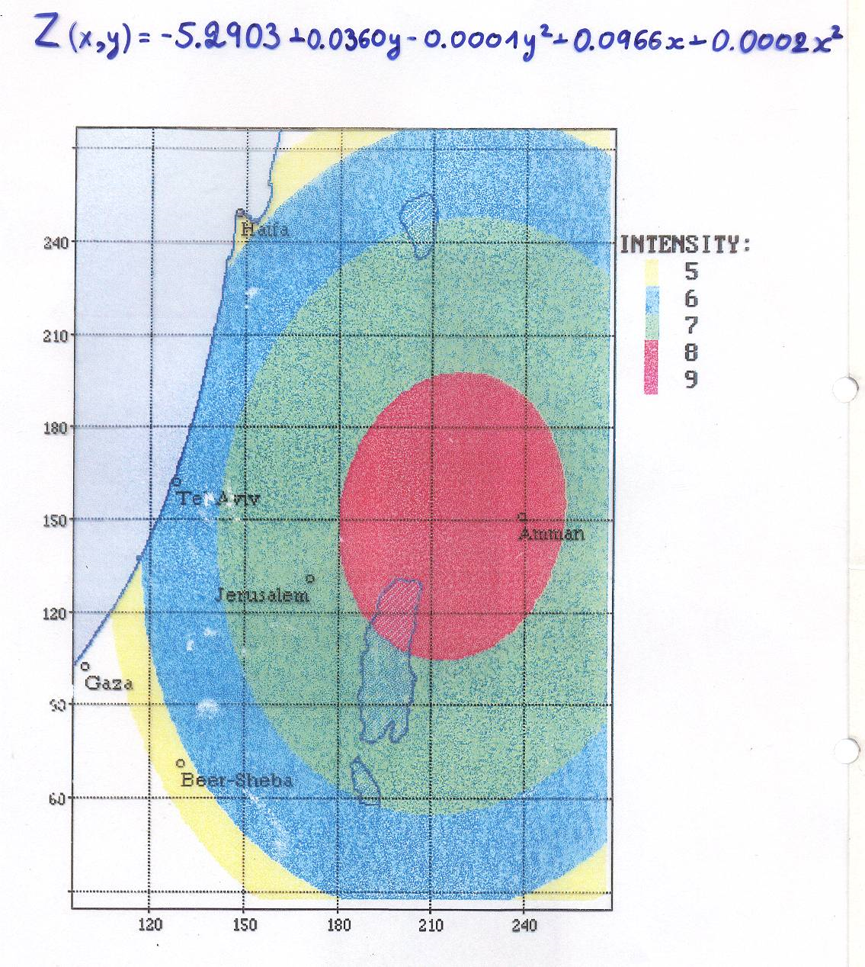
نقشه هملرزه‌ای زلزله ۱۹۲۷ اسرائیل

توزیع فضایی (به انگلیسی:spatial distribution) در آمار، چیدمان یک پدیده در سطح زمین است و نمایش گرافیکی چنین آرایشی ابزار مهمی در آمارهای جغرافیایی و محیطی می‌باشد. یک نمایش گرافیکی از یک توزیع فضایی ممکن است داده‌های خام را مستقیماً خلاصه کند یا ممکن است نتیجه تجزیه و تحلیل داده‌های پیچیده‌تر را منعکس کند. بسیاری از جنبه‌های مختلف یک پدیده را می‌توان با استفاده از انتخاب مناسب از رنگ‌های مختلف برای نشان دادن تفاوت‌ها در یک نمایشگر گرافیکی نشان داد.
یکی از نمونه‌های این نمایش می‌تواند مشاهداتی باشد که برای توصیف الگوهای جغرافیایی ویژگی‌ها، هم فیزیکی و هم انسانی در سراسر زمین انجام می‌شود.
اطلاعات گنجانده شده می‌تواند این باشد که واحدهای یک چیزی کجا هستند، چند واحد از آن چیز در هر واحد مساحت وجود دارد، و چقدر پراکنده یا متراکم از یکدیگر قرار دارند.

## مثال‌ها
- بسیاری از ادارات پلیس نقشه شهر را بر اساس آمار جرم و جنایت کد و رنگ‌گذاری می‌کنند.